# Blackstar (band)
Blackstar is een Engelse heavymetalband, als vervolg op de band Carcass in 1995. Bill Steer verliet de band terwijl gitarist Mark Griffiths de band kwam versterken. De bandnaam komt van het Carcass album Swansong uit 1996, naar het gelijknamige nummer. De band heeft maar één album uitgebracht. De band moest de naam veranderen in Blackstar Rising en hield op met bestaan nadat Ken Owen (drums) een hersenbloeding kreeg.

## Bandleden
- Jeff Walker - Bas, zang
- Carlo Regadas - Gitaar
- Ken Owen - Drums
- Mark Griffiths - Gitaar

## Discografie

### Promo 96
1. Revolution of the Heart
2. New Song
3. Rock 'N Roll Circus
4. Don't Want to Talk Anymore
5. Better the Devil
6. Waste of Space
7. Instrumental

### Barbed Wire Soul (1997 Peaceville Records)
1. Game Over 4:02
2. Smile 3:37
3. Sound of Silence 3:44
4. Rock'n'Roll Circus 4:14
5. New Song 3:54
6. Give Up the Ghost 3:07
7. Revolution of the Heart 4:02
8. Waste of Space 3:50
9. Deep Wound 3:09
10. Better the Devil 4:40-
11. Instrumental 5:00